# Zadarski memento (1984.)
Zadarski memento je hrvatski igrani film (drama) iz 1984. godine.

## Radnja
Potkraj Prvog svjetskog rata, siromašni seoski mladić Krševan počini ubojstvo u samoobrani te da bi spasio život bježi u Zadar koji je pripao Italiji. Teško doživljava sudbinu emigranta, razapet čežnjom za domom i voljenom djevojkom, trpeći ucjenu talijanskih vlasti. Njegova bijeda i neukost glavni su razlog da postaje talijanski špijun. Nakon tragične smrti djevojke, ženi se bivšom opaticom. Kad izbije 2. svjetski rat, žena mu umire pri porodu - krivnjom talijanskog liječnika. U napadu mržnje Krševan počinja još jedno ubojstvo.

## Glavne uloge
- Lazar Ristovski kao Krševan
- Zdravka Krstulović
- Mustafa Nadarević
- Milan Štrljić
- Alma Prica  kao Rozalija
- Mira Furlan
- Vlasta Knezović
- Zijad Gračić kao Reinald de Generis
- Karlo Bulić kao Conte de Generis

## Vanjske poveznice
- Film.hr[neaktivna poveznica]